# Temporada 2019 del Campeonato Asiático de F3
La temporada 2019 del Campeonato Asiático de F3 fue la segunda edición de dicho campeonato. Comenzó en abril en Sepang, Malasia, y finalizó en septiembre en Shanghái, China, con un total de 15 carreras disputadas. Ukyo Sasahara y Hitech Grand Prix ganaron los campeonatos de pilotos y equipos, respectivamente, mientras que Paul Wong se llevó la Copa Máster.

## Equipos y pilotos
Equipos y pilotos que participan a lo largo de la temporada.
| Equipo                | N.º | Pilotos           | Estado | Rondas |
| --------------------- | --- | ----------------- | ------ | ------ |
| Hitech Grand Prix     | 1   | Ukyo Sasahara     |        | Todas  |
| Hitech Grand Prix     | 2   | Jack Doohan       |        | Todas  |
| Hitech Grand Prix     | 17  | Jackson Walls     |        | 3–5    |
| Pinnacle Motorsport   | 3   | Jordan Dempsey    |        | 1, 3-5 |
| Pinnacle Motorsport   | 12  | Ayrton Simmons    |        | 2, 4   |
| Pinnacle Motorsport   | 16  | Tommy Smith       |        | Todas  |
| Zen Motorsport        | 4   | James Yu          |        | Todas  |
| Absolute Racing       | 5   | Daniel Cao        |        | Todas  |
| Absolute Racing       | 15  | Eshan Pieris      |        | Todas  |
| Super License         | 7   | Tomoki Takahashi  |        | 1, 3   |
| Super License         | 8   | Yu Kanamaru       |        | 1-2, 4 |
| Super License         | 8   | Takashi Hata      | M      | 3      |
| BlackArts Racing Team | 9   | Thomas Luedi      | M      | Todas  |
| BlackArts Racing Team | 86  | Brendon Leitch    |        | Todas  |
| BlackArts Racing Team | 95  | Tom Beckhäuser    |        | 1-2    |
| BlackArts Racing Team | 95  | Miki Koyama       |        | 3      |
| B-Max Racing Team     | 28  | Tairoku Yamaguchi | M      | 1      |
| B-Max Racing Team     | 30  | "Dragon"          | M      | 1      |
| B-Max Racing Team     | 30  | Kiyoto Fujinami   |        | 3      |
| B-Max Racing Team     | 85  | Miki Koyama       |        | 2      |
| M-Sport Asia          | 33  | Akash Gowda       |        | 1-3, 5 |
| 852 Challengers       | 44  | Paul Wong         | M      | Todas  |
| Seven GP              | 21  | Petr Ptáček       |        | 3      |
| Seven GP              | 77  | Jamie Chadwick    |        | 1      |

| Icono | Estado       |
| ----- | ------------ |
| M     | Clase Máster |

## Calendario
El calendario final fue anunciado en marzo de 2019.
| Ronda | Ronda | Circuito                           | Fecha           |
| ----- | ----- | ---------------------------------- | --------------- |
| 1     | C1    | Circuito Internacional de Sepang   | 6 de abril      |
| 1     | C2    | Circuito Internacional de Sepang   | 6 de abril      |
| 1     | C3    | Circuito Internacional de Sepang   | 7 de abril      |
| 2     | C1    | Circuito Internacional de Chang    | 11 de mayo      |
| 2     | C2    | Circuito Internacional de Chang    | 12 de mayo      |
| 2     | C3    | Circuito Internacional de Chang    | 12 de mayo      |
| 3     | C1    | Circuito de Suzuka                 | 22 de junio     |
| 3     | C2    | Circuito de Suzuka                 | 23 de junio     |
| 3     | C3    | Circuito de Suzuka                 | 23 de junio     |
| 4     | C1    | Circuito Internacional de Shanghái | 7 de septiembre |
| 4     | C2    | Circuito Internacional de Shanghái | 8 de septiembre |
| 4     | C3    | Circuito Internacional de Shanghái | 8 de septiembre |
| 5     | C1    | Circuito Internacional de Shanghái | 27 de noviembre |
| 5     | C2    | Circuito Internacional de Shanghái | 28 de noviembre |
| 5     | C3    | Circuito Internacional de Shanghái | 28 de noviembre |

## Campeonatos

### Sistema de puntuación
| Posición | 1.º | 2.º | 3.º | 4.º | 5.º | 6.º | 7.º | 8.º | 9.º | 10.º |
| Puntos   | 25  | 18  | 15  | 12  | 10  | 8   | 6   | 4   | 2   | 1    |

- Fuente:hitechgp[3]

### Campeonato de Pilotos
| Pos. | Piloto            | SEP | SEP | SEP | CHA | CHA | CHA | SUZ | SUZ | SUZ | SHA1 | SHA1 | SHA1 | SHA2 | SHA2 | SHA2 | Puntos |
| ---- | ----------------- | --- | --- | --- | --- | --- | --- | --- | --- | --- | ---- | ---- | ---- | ---- | ---- | ---- | ------ |
| 1    | Ukyo Sasahara     | 1   | 1   | 2   | 1   | 2   | 1   | 2   | 1   | 9   | 1    | 1    | 1    | 3    | 4    | 2    | 301    |
| 2    | Jack Doohan       | 2   | 2   | 1   | 2   | 1   | 2   | 1   | 10  | 1   | 4    | 3    | 2    | 2    | 3    | 1    | 276    |
| 3    | Daniel Cao        | 3   | 4   | 7   | 3   | 3   | 9   | 4   | 2   | Ret | 2    | 2    | Ret  | 1    | 1    | 7    | 187    |
| 4    | Brendon Leitch    | 4   | 3   | 4   | 5   | Ret | 3   | 5   | Ret | 2   | 3    | 5    | 8    | 10   | 2    | 4    | 152    |
| 5    | Eshan Pieris      | 5   | 5   | 6   | 4   | 4   | 4   | 9   | 6   | 4   | 7    | 7    | 5    | 7    | 10   | 5    | 125    |
| 6    | Jackson Walls     |     |     |     |     |     |     | 7   | 3   | 5   | 6    | 6    | 7    | 4    | 5    | 3    | 90     |
| 7    | Jordan Dempsey    | 10  | 9   | 9   |     |     |     | 6   | Ret | 3   | 5    | 8    | 3    | 5    | 6    | 6    | 83     |
| 8    | James Yu          | 11  | 11  | 11  | 10  | 6   | 5   | 10  | 8   | 6   | 8    | 11   | 9    | 6    | 7    | 9    | 54     |
| 9    | Yu Kanamaru       | 8   | 6   | 8   | 7   | 9   | 7   |     |     |     | Ret  | 4    | 6    |      |      |      | 50     |
| 10   | Ayrton Simmons    |     |     |     | 6   | 5   | 6   |     |     |     | Ret  | 9    | 4    |      |      |      | 40     |
| 11   | Petr Ptáček       |     |     |     |     |     |     | 3   | 4   | Ret |      |      |      |      |      |      | 27     |
| 12   | Tomoki Takahashi  | 7   | 7   | 3   |     |     |     | Ret | 13† | Ret |      |      |      |      |      |      | 27     |
| 13   | Akash Gowda       | 9   | 8   | 12  | 8   | 10  | 12  | 11  | 9   | 8   |      |      |      | 8    | 8    | 10   | 26     |
| 14   | Jamie Chadwick    | 6   | 12  | 5   |     |     |     |     |     |     |      |      |      |      |      |      | 18     |
| 15   | Miki Koyama       |     |     |     | 9   | 8   | 11  | 12  | 7   | 7   |      |      |      |      |      |      | 18     |
| 16   | Kiyoto Fujinami   |     |     |     |     |     |     | 8   | 5   | Ret |      |      |      |      |      |      | 14     |
| 17   | Tom Beckhäuser    | Ret | 10  | 10  | 11  | 7   | 8   |     |     |     |      |      |      |      |      |      | 12     |
| 18   | Tommy Smith       | 12  | 13  | 13  | Ret | DNS | 10  | 15  | Ret | Ret | 9    | 10   | 10   | Ret  | 9    | 8    | 11     |
| 19   | Paul Wong         | 14  | 16  | 16  | 12  | 11  | 14  | 14  | 11  | 11  | 10   | 13   | 12   | 9    | 11   | 11   | 3      |
| 20   | Thomas Luedi      | Ret | Ret | 15  | Ret | Ret | 13  | 13  | 12  | 10  | Ret  | 12   | 11   | Ret  | Ret  | Ret  | 1      |
| 21   | "Dragon"          | 13  | 14  | 17  |     |     |     |     |     |     |      |      |      |      |      |      | 0      |
| 22   | Tairoku Yamaguchi | Ret | 15  | 14  |     |     |     |     |     |     |      |      |      |      |      |      | 0      |
| NC   | Takashi Hata      |     |     |     |     |     |     | Ret | DNS | DNS |      |      |      |      |      |      | 0      |
| Pos. | Piloto            | SEP | SEP | SEP | CHA | CHA | CHA | SUZ | SUZ | SUZ | SHA1 | SHA1 | SHA1 | SHA2 | SHA2 | SHA2 | Puntos |

| Color     | Resultado                                                               |
| --------- | ----------------------------------------------------------------------- |
| Oro       | Ganador                                                                 |
| Plata     | 2.ª plaza                                                               |
| Bronce    | 3.ª plaza                                                               |
| Verde     | Finalizó en los puntos                                                  |
| Azul      | Finalizó sin puntos                                                     |
| Azul      | NC - No clasificado                                                     |
| Violeta   | Ret - No terminó (Carrera)                                              |
| Rojo      | DNQ - No se clasificó                                                   |
| Negro     | DSQ - Descalificado                                                     |
| Blanco    | DNS - No empezó (carrera)                                               |
| Blanco    | WD - Retirado (fin de semana)                                           |
| Blanco    | C - Carrera cancelada                                                   |
| Sin color | DNP - Inscrito pero no participó                                        |
| Sin color | INJ - Lesionado                                                         |
| Sin color | EX - Excluido                                                           |
| Estado    | Resultado                                                               |
| Negrita   | Pole position                                                           |
| Cursiva   | Vuelta rápida                                                           |
| †         | Abandona, pero clasifica al completar el porcentaje requerido para ello |

- Fuente:f3asia[4][5]

### Copa Máster
| Pos. | Piloto            | SEP | SEP | SEP | CHA | CHA | CHA | SUZ | SUZ | SUZ | SHA1 | SHA1 | SHA1 | SHA2 | SHA2 | SHA2 | Puntos |
| ---- | ----------------- | --- | --- | --- | --- | --- | --- | --- | --- | --- | ---- | ---- | ---- | ---- | ---- | ---- | ------ |
| 1    | Paul Wong         | 14  | 16  | 16  | 12  | 11  | 14  | 14  | 11  | 11  | 10   | 13   | 12   | 9    | 11   | 11   | 313    |
| 2    | Thomas Luedi      | Ret | Ret | 15  | Ret | Ret | 13  | 13  | 12  | 10  | Ret  | 12   | 11   | Ret  | Ret  | Ret  | 161    |
| 3    | "Dragon"          | 13  | 14  | 17  |     |     |     |     |     |     |      |      |      |      |      |      | 62     |
| 4    | Tairoku Yamaguchi | Ret | 15  | 14  |     |     |     |     |     |     |      |      |      |      |      |      | 43     |
| NC   | Takashi Hata      |     |     |     |     |     |     | Ret | DNS | DNS |      |      |      |      |      |      | 0      |

- Fuente:f3asia[4][5]

### Campeonato de Equipos
| Pos. | Equipo              | Puntos |
| ---- | ------------------- | ------ |
| 1    | Hitech Grand Prix   | 599    |
| 2    | Absolute Racing     | 310    |
| 3    | BlackArts Racing    | 176    |
| 4    | Pinnacle Motorsport | 132    |
| 5    | Super License       | 75     |
| 6    | Zen Motorsport      | 54     |
| 7    | Seven GP            | 45     |
| 8    | M-Sport Asia        | 26     |
| 9    | B-Max Racing Team   | 20     |
| 10   | 852 Challengers     | 3      |

- Fuente:f3asia[4][5]